# El Torito
El Torito (eerder Octopus) is een attractie in Attractiepark Slagharen. De attractie is een Polyp van Anton Schwarzkopf met bouwjaar 1973. Ze kan 40 personen per rit en 520 personen per uur verwerken. Een ritje duurt ongeveer 2 minuten. De attractie werd aangekocht door het park toen het eigendom was van Henk Bemboom.

## Renovatie
In 2016 werd de attractie grondig vernieuwd. Ze werd volledig uit elkaar gehaald en de onderdelen werden vervangen waar nodig. Daarnaast verdween het octopus-thema en kreeg de attractie een rodeo-look. De bakjes in de vorm van vissen werden vervangen door bakjes die eruitzien als stieren. Ook de achterwand werd volledig vernieuwd. De muur met vissen- en octopusdecoratie maakte plaats voor een mini Grand Canyon. Dit gebeurde onder directeur Wouter Dekkers voor eigenaar Parques Reunidos. De naam werd hierbij veranderd in El Torito.
Afbeeldingen · Main Street